# العصب القذالي الأكبر
العصب القذالي الأكبر (بالإنجليزية: Greater occipital nerve)‏ هو أحد أعصاب الرأس. وهو عصب شوكي، وتحديدًا الفرع الإنسي للفرع الظهري الأساسي للعصب الشوكي العنقي س2. ينشأ من بين الفقرتين العنقيتين الأولى والثانية، ويصعد للأعلى، ثم يمر عبر العضلة شبه الشوكية. ويصعد أكثر لتزويد الجلد على طول الجزء الخلفي من فروة الرأس إلى قمة الرأس. ينقل حس فروة الرأس في أعلى الرأس، وفوق الأذن، وحول الغدد النكفية.

## البنية
العصب القذالي الأكبر هو الفرع الإنسي للفرع الظهري الأساسي للعصب الفقري العنقي 2C. وقد يشتمل أيضًا على ألياف من العصب الفقري العنقي 3C. وينشأ من بين الفقرات العنقية الأولى والثانية، إلى جانب العصب القذالي الأصغر. ويصعد بعد خروجه من أسفل المثلث تحت القذالي تحت العضلة السفلية المائلة للرأس. ثم يخترق اللفافة أسفل الحافة القفوية العلوية مباشرةً. ويصعد أكثر ليزود الجلد على طول الجزء الخلفي من فروة الرأس حتى قمة الرأس.

## وظيفته
يوفر العصب القذالي الأكبر الإحساس لفروة الرأس في أعلى الرأس، وفوق الأذن، وعلى الغدد النكفية.

## الأهمية السريرية
أهم الاضطرابات التي قد يسببها العصب القذالي الأكبر هي الصداع العنقي. يمكن الإشارة إلى هذا الصداع باسم الألم العصبي القذالي. يوجد سبب آخر شائع له أيضًا هو التهاب العضلة المائلة السفلية للرأس. يمكن علاج هذه الحالات باستخدام إحصار عصبي مؤقت.

### علاج الألم القذالي
يعاني معظم الأشخاص المصابون بصداع التوتر من شدة متزايدة مع مرور الوقت، ويبلغون عن الألم الذي ينشأ في الجزء الخلفي من الرأس (القذالي) وينتقل إلى مقدمة الرأس (فوق الحجاج). يُستخدم التحفيز العصبي أحيانًا لعلاج صداع التوتر الذي ينشأ من العصب القذالي.